# Oleg Jankovskij
Oleg Ivanovitj Jankovskij (russisk: Оле́г Ива́нович Янко́вский) (født 23. februar 1944 i Karsakpaj i Sovjetunionen, død 20. maj 2009 i Moskva i Rusland) var en sovjetisk og russisk skuespiller, der ofte spillede psykologisk sofistikerede roller som moderne intellektuelle. Sammen med Sofia Piljavskaja var han den sidste person, der modtog titlen Folkets Kunstner i USSR.

## Biografi

### Opvækst
Oleg Ivanovitj Jankovskij blev født den 23. februar 1944 i Karsakpaj i Kasakhiske SSR i Sovjetunionen. Han familie var af adelelig af russisk, hviderussisk og polsk herkomst. Faderen tjente i den Kejserlige Russiske Garde og fortsatte sin militærkarriere under sovjetregimet. I forbindelse med Tukhatjevskij-sagen (en) og de følgende omfattende udrensninger af påståede "trotskister" i Den Røde Hær blev faderen i 1937 arresteret og familien deporteret til Kasakhstan, hvor han senere døde i en Gulag-fangelejr.

### Skuespillerkarriere
Efter Stalins død kunne Jankovskij-familien forlade Kasakhstan og tog herefter til Saratov. Oleg gik på teaterskole i Saratov og blev efter eksamen i 1965 optaget i teatertruppen. Han spillede i otte år på teatret, inden han i 1973 skiftede til Lenkom Teatret.
Jankovskijs karriere som filmskuespiller begyndte i 1968, da han blev castet til at spille i instruktøren Vladimir Basovs film Sjjit i metj (da.: Skjold og sværd) og i Sluzjili dva tovarisjja (da.: To kammerater tjente).
I løbet af sin lange skuespillerkarriere medvirkede Jankovskij i mange filmatiseringer af russiske klassikere, herunder filmene Moj laskovyj i nezjnyj zver (da.: Mit søde og bløde dyr) (1977) og Krejtserova sonata (da.: Kreutzersonaten) (1987). Han var fra 1975 blandt de førende skuespillere på Mark Zakharovs Lenkom Teater og havde hovedroller i mange tv-udgaver af teaterets produktioner, herunder Obyknovennoje tjudo (da.: Et almindeligt mirakel) (1978) og Tot samyj Mjunkhauzen (da. Den samme Münchhausen) (1979). Han modtog USSR's statspris for sin rolle i Roman Balajans Poljoty vo sne i najavu (Flyvninger i drømme og i virkeligheden) (1983). Uden for USSR er han bedst kendt for sine roller i Andrej Tarkovskijs film Spejlet (som faren) og Nostalgija (filmen hovedrolle).
I begyndelsen af 1990'erne spillede Jankovskij flere forskellige roller, herunder i Georgij Danelijas tragiske komedie Passport (1990) og i Karen Sjakhnazarovs historiske og psykologiske drama Tsareubijtsa (da.: ~Et zarmord) (1991). Han var i 1991 præsident for juryen ved Filmfestivalen i Moskva.
Den sidste spillefilm, som Jankovskij medvirkede i, var Tsar, der fik premiere ved Filmfestivalen i Cannes den 17. maj 2009, tre dage før hans død.
Han modtog flere priser gennem sin karriere, herunder flere Nika Awards, bl.a. for sin debutfilm som filminstruktør, Prikhodi na menja posmotret (da.: Kom se mig), fra 2001.

### Død
Jankovskij døde den 20. maj 2009 som 65-årig i Moskva af bugspytkirtelkræft. Han blev begravet fra Lenkom Teateret og gravstedt ved Novodevitjekirkegården.

## Familie
Oleg Jankovskij var gift med skuespillerinden Ljudmila Zorina, som han fik sønnen Filipp Jankovskij med i 1968. Filipp Jankovskij har en succesrig karriere som skuespiller og filminstruktør.
Broren Rostislav Jankovskij opnåede tillige en succesrig karriere som skuespiller og blev, som Oleg, hædret som Folkets kunstner i USSR.

## Filmografi i udvalg
- Sjjit i metj (da.: Skjold og sværd) (1968, Tv-miniserie) som Heinrich Schwarzkopf
- Sluzjili dva tovarisjja (da.: To kammerater tjente) (1968) som Andrej Nekrasov
- O ljubvi (da.: Om kærlighed) (1970) som Andrej
- Gonsjjiki (da.: Racerkørere) (1972) som Nikolaj Sergatjov
- Spejlet (1975) som Aleksejs far
- Premija (da.: Prisen) (1975) som Lev Solomahin
- Zvezda plenitelnogo stjastja (da.: ~ Stjerne af fængslende lykke) (1975) som Kondratij Rylejev
- Doverije (da.: Tillid) (1976) som Georgij Pjatakov
- Tjuzjije pisma (da.: Andre folks breve) (1976) as Sjenja Prjakhin
- Sentimentalnyj roman (da.: Sentimental Romance) (1976) som Ilja Gorodetskij
- Slovo dlja zasjjity (da.: Et ord for beskyttelse) (1976) som Ruslan Sjevernev
- Sladkaja zjensjjina (da.: Sød kvinde) (1976) som Tikhon Sokolov
- Obratnaja svjaz (da.: Feedback) (1977) som Leonid Aleksandrovitj Sakulin
- Moj laskovyj i nezjnyj zver (da.: Mit søde og bløde dyr) (1978) som Sergej Kamysjev
- Obyknovennoje tjudo (da.: Et almindeligt mirakel) (1979, tv-film) som troldmanden
- Vendepunktet (1979) som Viktor Vedenejev
- Tot samyj Mjunkhauzen (da. Den samme Münchhausen) (1979, tv-film) som Baron von Münchhausen
- Prikljutjenija Sjerloka Kholmsa i doktora Vatsona: Sobaka Baskervilej (da.: Sherlock Holmes' og Dr. Watsons eventyr: Baskervilles hund) (1981, tv-miniserie) som Jack Stapleton
- Forelsket efter eget ønske (1983) som Igor Bragin
- Dom, kotoryj postroil Svift (da.: Huset, som Swift byggede) (1982, tv-film) som Jonathan Swift
- Poljoty vo sne i najavu (Flyvninger i drømme og i virkeligheden) (1983) som Sergej Makarov
- Nostalgija (da: Nostalgi) (1983) som Andrej Gortjakov
- Khrani menja, moj talisman (da.: Beskyt mig, min talisman) (1986) som Aleksej
- Krejtserova sonata (da.: Kreutzersonaten) (1987) som Vasilij Pozdnysjev
- Filjor (1987) som Vorobyov
- Dræb dragen (1988) som Dragen
- Mit 20. århundrede (1989) som Z
- Mado, do vostrebovanija (da.: Mado, poste restante) (1990) som instruktøren Jean-Marie Zeleni
- Pasport (da.: Pas) (1990) som Boris
- Tsareubijtsa (da.: ~Et zarmord) (1991) som Dr.Smirnov / Nikolaj 2. af Rusland
- Revisoren (1996) som dommer Ljapkin-Tjapkin
- Sjizofrenija (da.: Skizofreni) (1997) som sig selv
- Kitajskij serviz (da.: Kinesisk service (i betydningen "kinesisk spisestel")) (1999) som grev Stroganov
- Prikhodi na menja posmotret (da.: Kom se mig) (2001) som Igor og som filmens instruktør
- Ljubovnik (da.: Elskeren) (2002) som Dmitrij Tjarysjev
- Bednyj, bednyj Pavel (da.: Fattige, fattige Pavel) (2003) som grev Pahlen
- Stiljagi (da.: ~ Hipstere) (2008) som Freds far
- Tsar (Царь) (2009) som Metropolit Filip 2.